# Mystacopsyche ochracea
Mystacopsyche ochracea är en nattsländeart som beskrevs av Schmid 1955. Mystacopsyche ochracea ingår i släktet Mystacopsyche och familjen Philorheithridae. Inga underarter finns listade i Catalogue of Life.